# Neutronenactivering
Neutronenactivering is een techniek waarbij materie kunstmatig radioactief gemaakt wordt door blootstelling aan vrije neutronen.
Wanneer materie wordt blootgesteld aan vrije neutronen kunnen veel atoomkernen neutronen invangen. Zij gaan dan over in een andere isotoop van hetzelfde element met een massagetal dat één eenheid hoger is. Vaak is dat een isotoop die niet stabiel is en zo wordt het materiaal dus radioactief. Omdat de halveringstijd van de radio-isotoop gemeten kan worden en karakteristiek is voor het element, wordt deze methode wel gebruikt om de elementaire samenstelling van een voorwerp te bepalen, zonder het voorwerp stuk te maken. De geïnduceerde activiteit is in het algemeen vrij gering en ebt meestal vrij snel weg, er blijft dus geen gevaarlijk radioactief voorwerp over.
Een toepassing is het activeren van oude schilderijen om te kunnen vaststellen welke pigmenten de schilder precies heeft gebruikt. Als er in het schilderij pigmenten voorkomen die tijdens het leven van de schilder nog niet werden gebruikt, moet het om een latere vervalsing gaan.
Eveneens kan deze techniek op oude schilderijen worden toegepast om afbeeldingen te identificeren die onder de verf van het zichtbare schilderij verborgen ligt. Zo werd een verborgen Rembrandt gereconstrueerd dat onder “Oude man in militair uniform” geschilderd was.